# Cavarati
Cavarati (em malaiala: കവരത്തി; romaniz.: Kavaratti) é uma ilha e cidade localizada no arquipélago das Laquedivas, território localizado na costa oeste da Índia, no Oceano Índico.

## Geografia
Cavarati é a capital e cidade mais populosa do arquipélago, com população estimada acima de 11 322 habitantes (censo de 2001). Situada ao nível do mar, possui uma área de  4,22 km². A ilha mais próxima é Pitti, localizada 24 quilômetros ao norte. Outros territórios localizados próximos são as ilhas de Agatti (54 quilômetros a noroeste) e Suheli Par (53 quilômetros a sudoeste).

## Clima
O clima de Cavarati é tropical monçônico, sendo que os meses de março e maio são os mais quentes, com temperatura variando entre 25 e 35 graus. A umidade relativa do ar varia entre 70 e 76%.
A estação chuvosa começa no final de maio, durando até setembro. Cavarati recebe anualmente 1 600 milímetros de chuva durante o ano.

## Demografia
Vivem em Cavarati 11 322 habitantes, segundo o censo de 2001. Destes, 55% são do sexo masculino e 45% do sexo feminino, e 3% estão abaixo da linha de pobreza.
O censo descobriu ainda que 88,6% são alfabetizados - os homens possuem índice de alfabetização de 94,1%, enquanto as mulheres possuem 81,66%. Em Cavarati, 6% da população tem menos de seis anos de idade.
As línguas oficiais faladas no território são o malaiala e o inglês, e ainda é falado o dialeto Mahl, uma variante da língua divehi.

## Economia

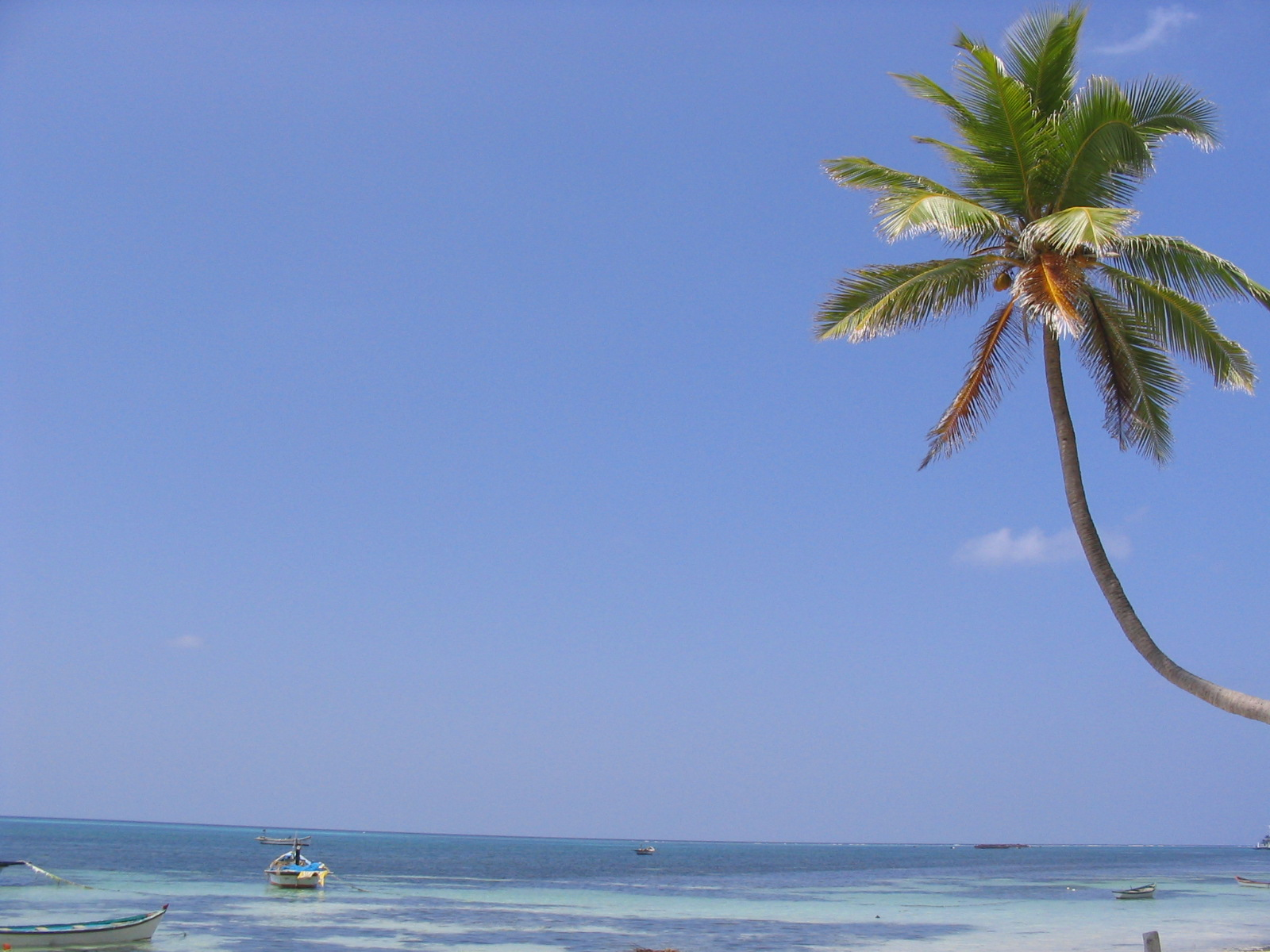
Praia em Cavarati

Cavarati possui como base de sua economia o turismo, possuindo praias de areia branca e lagoas ideais para a prática de esportes aquáticos e natação. Um número considerável de hotéis e resorts aumentou nos últimos anos na ilha-cidade, cujas águas rodeadas por recifes de coral são ricas em vida marinha. O aquário municipal possui uma vasta coleção de corais e de peixes tropicais.
Outros setores destacados na economia de Karavatti são a pesca e a agricultura, onde o coco é o principal produto cultivado. Com o crescimento das atividades turísticas na ilha-cidade, a indústria pesqueira registra um acentuado declínio.